# Фемий
Фе́мий (/ˈfiːmiəs/; др.-греч. Φήμιος, Phēmios) — в эпосе Гомера «Одиссея» итакский поэт, который исполняет нарративные песни в доме отсутствующего Одиссея. Его аудитория состоит в основном из женихов, которые живут в доме, пытаясь убедить Пенелопу выйти замуж за одного из них. В книге 1 Фемий исполняет по их просьбе версию темы «Возвращения» (которая на самом деле существовала в виде письменного стихотворения, хотя, вероятно, несколько позже). Эту песню слышит Пенелопа. История расстраивает её, поскольку напоминает о том, что её собственный муж всё ещё не вернулся, и она выходит из своей комнаты, чтобы попросить Фемия выбрать менее болезненную тему. Это предложение отклонено её сыном Телемахом, потому что он считает, что певцу не следует запрещать петь то, что подсказывает ему его сердце, и потому что решать Телемаху, как хозяину дома, а не его матери.
Говорится, что Фемий петь был «принужден», и поэтому, ближе к концу поэмы, когда все женихи были убиты, Фемий умоляет Одиссея пощадить его, ссылаясь в свою защиту именно на эту причину (среди прочих); Телемах подтверждает это, и Одиссей щадит его.
В книге 23 Одиссей поручает Фемию исполнять свадебные песни, чтобы отложить распространение новостей о смерти женихов до тех пор, пока Одиссей и Телемах не смогут бежать за город.

## Эпоним
В честь Фемия назван троянский астероид Юпитера (10664) Фемий.